# Kovács József (orvos)
Erdőtelki Kovács József (Tengelic, 1832. február 11. – Erdőtelek, 1897. augusztus 6.) orvos- és sebészdoktor; műtő és szülészmester, miniszteri tanácsos, egyetemi rendes tanár.

## Élete
Apja, id. Kovács József gazdatiszt volt Baracspusztán Dunaföldvár mellett, anyja Sziber Julianna. Kovács József elemi iskolába Dunaföldváron járt; tanulmányait Kalocsán folytatta 1848-ig, amikor a szabadságharc lelkesedése őt is magával ragadta. De a táborozásból nemsokára betegen került haza és a háború lezajlása után Pestre ment és a piaristáknál folytatta középiskolai felsőbb osztályait; az orvosi tudományokat ugyanott az egyetemen hallgatta. Közkedveltségben részesült tanárai előtt úgy, hogy az 1852–1856 közötti tanévekben nevezetes betegek mellett alkalmazták; így virrasztott több éjjelen át Vörösmarty Mihály betegágyánál és egész utolsó percéig ápolta a nagy költőt.
1856-tól Bécsben végezte orvosi tanulmányait és 1858-ban elnyerte orvosdoktori oklevelét, majd visszatért Pestre, ahol 1859-ben a sebészdoktori oklevelet szerezte meg. Balassa János mellett műtőnövendék, majd asszisztens volt és 1862-ben a sebészeti műtéttanból magántanár lett. 1866-ban ő gyógyította a háború sebesültjeit, akiket a Ludoviceum kertjében épített barakkokban helyeztek el. Itt tűnt ki először rendkívüli energiája, éles szeme, biztos keze és kiváló szakképzettsége. Ekkor megkapta a Ferenc József-rend és a szász királyi Albrecht-rend lovagkeresztjét. Amikor 1868-ban Balassa meghalt, őt nevezték ki helyettesévé, 1870-ben pedig a gyakorlati sebészet rendes tanára lett.
1874-ben őt választották az egyetem rektorának és egy évi működését a hasznos újítások sora örökítette meg. Az igazságügyi orvosi tanács fölállításakor 1890-ben ennek elnökévé nevezték ki. Elnöke volt a törvényszéki orvosi államvizsgálati bizottságnak, alapító tagja a Magyar Orvosi Könyvkiadó Társulatnak, tagja az Országos Közegészségügyi Tanácsnak, elnöke a budapesti orvosi körnek és 12 évig a Magyar Orvosok és Természetvizsgálók állandó központi választmányának.
1876-ban a Lipót-rend kiskeresztjét, 1891-ben a miniszteri tanácsosi címet, 1894-ben a katonaorvosok sebészi kiképzése körül szerzett érdemeiért a Ferenc József-rend csillagos comtur-keresztjét nyerte. A jászkun-kerületi orvosegylet tiszteletbeli, a királyi magyar természettudományi, az Országos Magyar Gazdasági Egyesület és több tudós és humanisztikus társulat tiszteletbeli és rendes tagja volt.

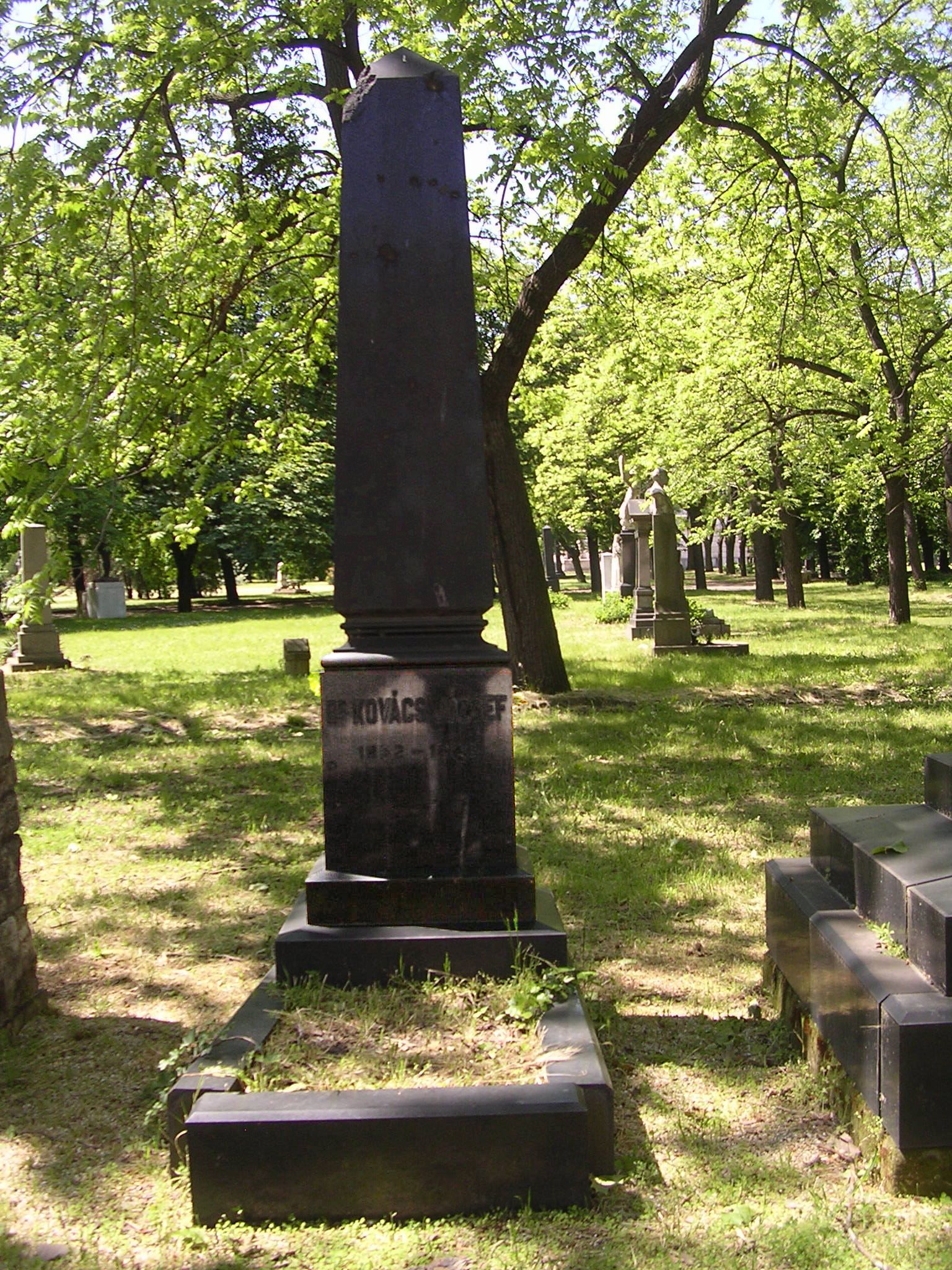
Sírja a Fiumei úti sírkertben (29-1-13)

Mint orvos, a 19. század egyik kitűnősége és egyúttal a késnek valóságos mestere volt; működéséhez fűződik az ő utasításai szerint épült modern egyetemi klinikánk, melynek ő volt az igazgatója. Cukorbetegségéből fejlődött kelevények támadtak a testén és ezek egyike a jobb szemzug táján elmérgesedvén, halálát okozta erdőtelki birtokán.
Felesége Benkő Mária volt.

## Írásai
Cikkei az Orvosi Hetilapban (1861: Syme-féle csonkítási eset, Kimutatás Balassa tanár kórodájából, 1862: A galvanéteszek értéke a sebészi gyakorlatban, 1864: Szunyal bőr alá fecskendése arcz-zsábáknál, 1866: Kizárt sérvműtéti esetek, Jelző golyófogó villamcsengetyű-készülettel, ugyanez a Wiener med. Wochenschriftben is, 1867: Az alsó állcsont mellső felének csonkulása a nyelv csonkításával rák miatt, 1868: Légcső nyitás gégevizenyő és a gégeizmok bénultsága folytán beállott fuldoklás miatt. Veleszületett segghiány sikeres műtéte, Néhány hugyrekedési eset és hólyag szurcsapolása. 1869: Belső szemzugképlés hámrák kiirtása után, Sérülési karütér-tágulat, 1870: Hólyaghüvelysipoly képlés, utóbb hüvelyzárás, hugyvezér, hüvelysipolybóli hugycsurgás gyógyítása, 1873: Hólyaghüvelysipoly képlés után hüvelyzárás, 1874: Rektori megnyitó beszéd, 1879: Elnöki megnyitó beszéd a magyar orvosok és természetvizsgálók XX. nagygyűlésén, 1883: A méh és függelékeinek daganatjairól); a Gyógyászatban (1861: Gégevizenyő hagymáz után, gégemetszés, jó siker, Másod gégevizenyő, öröklött bujasenyves fekélyek következtében gége- és gégesíp metszés, gyógyulás, Balassa tanár közlése nyomán, 1886: A hugycsőszűkületek kezeléséről, Egy steatolith, szalonnakő zuzása, 1887: A hugykövet eltávolító műtétekről és saját kőműtéteimről, Hugykőműtéti eseteim. Néhány hasmegnyitással járt műtéti esetem, Sérvképződés ritka esete, 1888: Hugykőeltávolítás bonyodalmakkal); a Magyar orvosok és természetvizsgálók Munkálataiban (XIII. Eger, 1869. A lángétesz. Flammenbrenner. XX. Budapest, 1879. Elnöki beszéde); rectori beszédei 1874. és 1875-ben (Acta. Budapest, 1874. I., 1876. I.); a Beitrag zur Behandlung der Harnröhrenstructuren; a Centralblatt für Chirurgieban (1887: Daten zur Indikationsstellung bei Steinoperationen, Ausführung und Statistik der Blasensteinoperationen); a Magyar Hirlapban (1892. 356. sz. Tapasztalataimból.)

## Munkái
- Gégelégcsőnyitás hártyás torokgyiknál. Laryngotrocheotomia in angina crouposa membranacea. Pest, 1863. (Különnyomat az Orvosi Hetilapból.)
- Egyetemi alkotmányok. Emlékbeszéd 1875. június 25. Budapest
- Sebészeti kóroda épülete. 1882–83-ki berlini egészség- és mentésügyi kiállítás alkalmából a vallás- és közoktatásügyi m. kir. miniszter megbizásából leirta. Budapest. 1883. (Egyetemi intézetek I. Magyar és német szöveggel.)
- A hugykövekről, gyorsírói feljegyzések az 1883. szünedei cursusban tartott előadások után. Budapest, 1883. (Különny. az Orvosi Hetilapból.)
- Gyakorlati sebészet. I. füzet. Budapest, 1890.